# Archinycteribia curvistyla
Archinycteribia curvistyla är en tvåvingeart som beskrevs av Maa 1975. Archinycteribia curvistyla ingår i släktet Archinycteribia och familjen lusflugor. Inga underarter finns listade i Catalogue of Life.
Artens utbredningsområde är Celebes.